# Яблука в тісті
Яблука в тісті (нім. Apfel im Schlafrock — букв. «яблука в халаті», фр. Pomme en robe de chambre або фр. Pomme en chemise) — традиційний в європейській кухні десерт, фаршировані та загорнуті в листкове або пісочне тісто печені яблука. Популярний десерт в Рейнланд-Пфальці.
Для приготування яблук в тісті вибирають яблука кислуватих сортів, як боскоп або бребурн, їх очищають від шкірки та насінної камери. Сирі або попередньо відварені в підсолодженій воді яблука залежно від рецепта начиняють сумішшю з родзинок, вершкового масла та цукру або рубаних горіхів з конфітюром, приправленою корицею, білим вином або ромом, а потім розміщують на квадратних шматочках розкатаного листкового або пісочного тіста. Кінчики тіста з'єднують над яблуком і змащують яєчним жовтком. Іноді навколо яблук загортають спіраллю довгі тістові стрічки. Яблука в тісті запікають в духовій шафі, незадовго до закінчення процесу їх посипають цукровою пудрою, щоб утворився тонкий шар глазурі з карамелізованого цукру. Яблука в тісті сервірують в гарячому та холодному вигляді, зазвичай з ванільним соусом. За рецептом яблук в тісті можна приготувати також персики або абрикоси. Традиційний німецький десерт зі смажених у фритюрі яблучних кілець в тісті називається апфелькюхле.